# База контракту
Ба́за контра́кту — визначена та обумовлена двостороннім біржовим контрактом кількість різновидів товарів (марок, ґатунків), представлена на продаж (поставку) за ціною, що дорівнює базисній ціні, за якою товар котується на біржі. Інші різновиди товару, відмінні від зазначених у контракті, можуть також пропонуватись до продажу, але за іншими умовами та цінами, нижчими від базисної ціни основного контракту.